# Musaranya de muntanya de Bailey
La musaranya de muntanya de Bailey (Episoriculus baileyi) és una espècie de mamífer eulipotifle de la família de les musaranyes (Soricidae). Viu al nord-est de l'Índia, al nord de Myanmar, el nord del Vietnam i el sud-oest de la Xina. El seu hàbitat natural són els boscos montans de frondoses i coníferes. Té una llargada de cap a gropa de 63-81 mm i la cua de 60-75 mm. Anteriorment era considerada una subespècie de la musaranya de muntanya cuallarga (E. leucops). Les poblacions índies i xineses presumiblement estan ben protegides, mentre que les de Myanmar podrien estar amenaçades per la desforestació.